# Somos ajenos
«Somos ajenos» es una canción grabada e interpretada por la banda mexicana de rock contemporáneo Enjambre. La canción fue escrita por el vocalista de la banda Luis Humberto Navejas y producida por el tecladista y productor Julián Navejas.
Fue lanzada a través de la discográfica EMI Music México, el 1 de agosto de 2012 como el primer sencillo de su cuarto álbum de estudio Los huéspedes del orbe. Se convirtió en uno de los mayores éxitos comerciales para Enjambre. Fue versionada al género de bolero y danzón para el álbum Noches de salón.

## Video musical
El vídeo musical oficial de «Somos ajenos» fue lanzado en agosto de 2012 en la plataforma digital YouTube. El videoclip ha recibido más de 91 millones de vistas desde su publicación. Mientras que la versión de Noches de salón grabado en el Salón Los Ángeles ha alcanzado más de 1 millón de reproducciones.

## Lista de canciones

### Descarga digital
| Somos ajenos — Sencillo |                |          |  |
| N.º                     | Título         | Duración |  |
| 1.                      | «Somos ajenos» | 3:24     |  |